# Bund-Länder-Anleihe
Die Bund-Länder-Anleihe oder Deutschland-Anleihe (englisch Deutschland Bond oder D-Bond) ist eine öffentliche Anleihe in Deutschland, bei der der Bund gemeinsam mit einer Reihe von Bundesländern Schulden am Kapitalmarkt aufnimmt. Die Mittel werden unter Bund und Ländern aufgeteilt, sie haften quotal für Zinsen und Rückzahlung in Höhe ihres jeweiligen Anteils am Emissionsvolumen.

## Allgemeines
Ein gemeinschaftlicher Auftritt als Emittenten (Bund und Land) ist im öffentlichen Finanzierungssystem in Deutschland ein grundlegend neues Konzept. Bislang traten, durch die jeweilige Regierung vertreten, die Gebietskörperschaften Bund (Gesamtstaat: Bundeswertpapiere) sowie die einzelnen Bundesländer (Gliedstaaten: Landesanleihen) jeweils für eigene Zwecke mit eigener Bonität und den sich daraus ergebenden individuellen Zinsen am Kapitalmarkt auf. Eine Ausnahme bilden die sogenannten „Länderjumbos“. Bund-Länder-Anleihen sind wegen der quotalen Haftung der Schuldner kein Bundeswertpapier und bilden eine Mischform zwischen Staatsanleihe und Landesanleihe.
Die erste Bund-Länder-Anleihe hatte eine Laufzeit von sieben Jahren (bis 15. Juli 2020) und wurde am 26. Juni 2013 im Volumen von drei Milliarden Euro emittiert.

## Emittent
Als Emittenten treten 10 der 16 Bundesländer sowie der Bund mit den folgenden Anteilen am Emissionsvolumen auf:
| Emittent                | Anteil  |
| ----------------------- | ------- |
| Nordrhein-Westfalen     | 20,00 % |
| Deutschland             | 13,50 % |
| Berlin                  | 13,50 % |
| Freie Hansestadt Bremen | 13,50 % |
| Schleswig-Holstein      | 8,00 %  |
| Brandenburg             | 6,75 %  |
| Rheinland-Pfalz         | 6,75 %  |
| Saarland                | 6,75 %  |
| Hamburg                 | 5,25 %  |
| Mecklenburg-Vorpommern  | 3,25 %  |
| Sachsen-Anhalt          | 2,75 %  |
Die – überwiegend vergleichsweise finanzstärkeren – Bundesländer Bayern, Baden-Württemberg, Hessen, Niedersachsen, Sachsen und Thüringen sind nicht beteiligt. Wie die Nachrichtenagentur Bloomberg L.P. berichtete, hieß es auf Anfrage aus den Finanzministerien dieser Länder, „man sei an einer solchen gemeinsamen Anleihe nicht interessiert“. Dies betonte Niedersachsens Finanzminister Hartmut Möllring: „Zum einen glauben wir, dass die Finanzierungsbedingungen günstiger sind, wenn wir alleine eine Anleihe ausgeben, zum anderen können wir dann auch die Konditionen selbst festlegen, wann wir mit welcher Laufzeit und zu welchen Bedingungen auf den Markt gehen.“

## Gewinner und Verlierer der Anleihe
Die Konsortialbanken gaben bekannt, dass die Nachfrage nach der drei Milliarden Euro schweren Bund-Länder-Anleihe größer gewesen sei als das Angebot, womit grundsätzlich die Möglichkeit bestand, die Emissionsrendite von 1,663 Prozent noch weiter zu drücken. Der NordLB-Analyst Fabian Gerlich meint hierzu: „Die Premiere sollte erfolgreich über die Bühne gehen. Deshalb wurden Investoren mit einer Prämie geködert. [Dennoch gilt:] Die meisten Zinsersparnisse dürfte NRW haben. Die Marktrendite für eine siebenjährige Anleihe des Landes liege bei rund 1,7 Prozent.“
Zu den Verlierern der Anleiheemission gehört der Bund, da die Zinsen für diese Deutschlandanleihe um rund 0,5 % höher liegen als die für eine vergleichbare Bundesanleihe mit 7 Jahren Laufzeit.

## Emissionsmodalitäten

### Marktplatzierung
Die Deutschland-Anleihe wurde unter Koordination der Finanzagentur des Bundes mithilfe eines Bankenkonsortiums am Markt platziert. Ihm gehören Barclays, Commerzbank, Deutsche Bank, DZ Bank und HSBC an.

### Haftung
Die Emittenten haften für die Zins- und Tilgungszahlung teilschuldnerisch zu festen, vorab bestimmten Anteilen gemäß ihrem jeweiligen Emissionsvolumen. Insbesondere der Bundesminister für Finanzen Wolfgang Schäuble lehnte eine gesamtschuldnerische Haftung ab, da neben verfassungsrechtlichen Bedenken die Ausgestaltung der Deutschland-Bonds als Blaupause für die kontrovers diskutierten Euro-Bonds gesehen werden könnte.

### Bonitätseinstufung
Die Ratingagentur Fitch bewertet die Anleihe mit der Note „AAA“. „In der Benotung spiegeln sich [...] der starke Unterstützungs-Mechanismus, der alle Teile der Bundesrepublik umfasst, sowie die ausgedehnten Liquiditäts-Fazilitäten wider.“ Somit bestehe nur ein sehr geringes Ausfallrisiko.

### Emissionszweck
Die Emission einer Deutschland-Anleihe wurde bereits im Rahmen der Verhandlungen zum Fiskalpakt 2012 zwischen Bund und Ländern vereinbart. Als vorteilhaft für die teilnehmenden Bundesländer sollten sich die verbesserten Finanzierungsbedingungen erweisen, die sich dank einer international verbreiterten Investorenbasis sowie dem im Vergleich zu den Länderjumbos deutlich höheren Emissionsvolumen und damit einer besseren Handelbarkeit der Anleihe ergeben.

## Chancen
Die 16 deutschen Bundesländer haben allein 2013 einen Finanzierungsbedarf von 90 Milliarden Euro, sodass sich schon durch einen sehr geringen Rückgang der Zinsen im zwei- bis dreistelligen Bereich Millionen sparen ließen. Höhere Finanzierungskosten der stärkeren Länder bzw. die Vergünstigung der Geldbeschaffung der schwächeren Länder könnten etwa im Länderfinanzausgleich Berücksichtigung finden. In der Volkswirtschaftlichen Gesamtrechnung Deutschlands entstünde somit ein „bemerkenswert positiver Effekt. [...] Etabliert sich das Papier, könnten sich für die beteiligten Länder klare Vorteile ergeben“, heißt es von Experten.
Analysten geben der neuartigen Anleihe gute Chancen. Das wird ein Erfolg, sagte NordLB-Experte Fabian Gerlich zu Reuters. Um den Deutschland-Bond aber dauerhaft am Markt zu etablieren, müssen mehrere Emissionen im Jahr erfolgen. Auch der Aufbau einer liquiden Kurve – [d.h.] mehrere Laufzeitbereiche mit fünf, sieben und zehn Jahren – sei dazu erforderlich. Je höher die Liquidität einer Anleihe ist, desto leichter können Investoren sie bei Bedarf wieder abstoßen. Sie sind dafür auch bereit, Abstriche bei der Rendite zu machen.